# Domínio Real Francês
Na França, o domínio real refere-se ao conjunto de terras, propriedade e direitos diretamente sob o poder do rei no reino da França.
Na França, com a chegada de Hugo Capeto, esta área era muito limitada. Posses, se avalia em termos territoriais, foram concentrada principalmente na Ilha de França e o Orleanês, grampos, além de algumas ilhotas isoladas, tais como o campo de Attigny, um resto do antigo fiscus. Eles vieram na maior parte das áreas de Robertianos, a linhagem dos ancestrais da Capetianos.

## Cronologia do crescimento do domínio real
Abreviaturas:
* (DR) = relaciona-se com o campo real
* (RF) = o reino de França

França no século X
Domínio Real

O primeiro Capetianos estavam, entre os grandes senhores feudais, os menos abastados em territórios. Pacientemente, usando o direito feudal (em particular a perda de um feudo para um vassalo felônio), mas também por hábeis casamentos com herdeiras de grandes feudos, e até mesmo a compra, eles expandiram o domínio real que terminou, por se confundir no século XVI com o reino. No entanto, a prática do apanágio amputa a extensão do domínio e cria perigosos concorrentes para o poder real (em particular, o ducado da Borgonha nos séculos XIV e XV, ainda que realizada pelos Capetianos do rei João II o Bom, da segunda Casa capetiana de Borgonha).

## OCapetianos diretos

### Reinado deHugo Capeto(987 – 996)
- 988: Montreuil, o primeiro porto tomado pelos Capetianos. Adquirida por causa do casamento do príncipe Roberto (mais tarde, Roberto II o Piedoso com Rosália, viúva do Conde de Flandres, Arnulfo II (DR)

### Reinado deRoberto IIo Piedoso (996 – 1031)
- 1016: aquisição da Borgonha. O rei é o sobrinho do duque Henrique morto sem herdeiro.(DR.)
- 1021/1023: o rei da França, Roberto II remove o condado de Dreux para Eudes II de Blois, o sucessor designado de Estêvão I, e o reúne à coroa. Luís VI o Gordo, o doou em 1152 para seu filho Roberto[2]

- o rei passa grande parte do seu reinado a pacificar o domínio real reduzindo à obediência alguns senhores (os senhores de Montlhéry, de Coucy, de Le Puiset, de Crécy...)

### Reinado deHenrique I(1031 – 1060)

A França no início do século XI
Domínio Real

- 1032: o rei doou para o seu meio-irmão Roberto I o ducado da Borgonha (de cuja descendência estará no local até 1361) (DR)
- 1055: Anexo o condado de Sens. (DR.)

### Reinado deFilipe I(1060 – 1108)
- 1068: O rei da França, Filipe I anexa o Vermandois[3] e o Gâtinais[4] no domínio real, obtidos de Fulque Réchin. (DR.)
- 1077: anexação ao domínio do Vexin francês (DR)
- 1081: Moret-sur-Loing (DR)
- 1101: aquisição de viscondado de Bourges e do senhorio de Dun (DR)

### Reinado deLuís VIo Gordo (1108 – 1137)

A França no final do século XII
Domínio real

- 1137: pelo seu casamento com Leonor da Aquitânia Luís pôde esperar voltar o domínio de todo o Sudoeste do reino. Mas, a sua separação no ano de 1151, arruinou todas as esperanças da monarquia francesa. Depois do ano seguinte, Leonor da Aquitânia se casou com Henrique Plantageneta conde de Anjou, do Maine e duque da Normandia (que se tornou em 1154, rei da Inglaterra), trazendo seus territórios como dote.

### Reinado de Luís VII o Jovem (1137 – 1180)

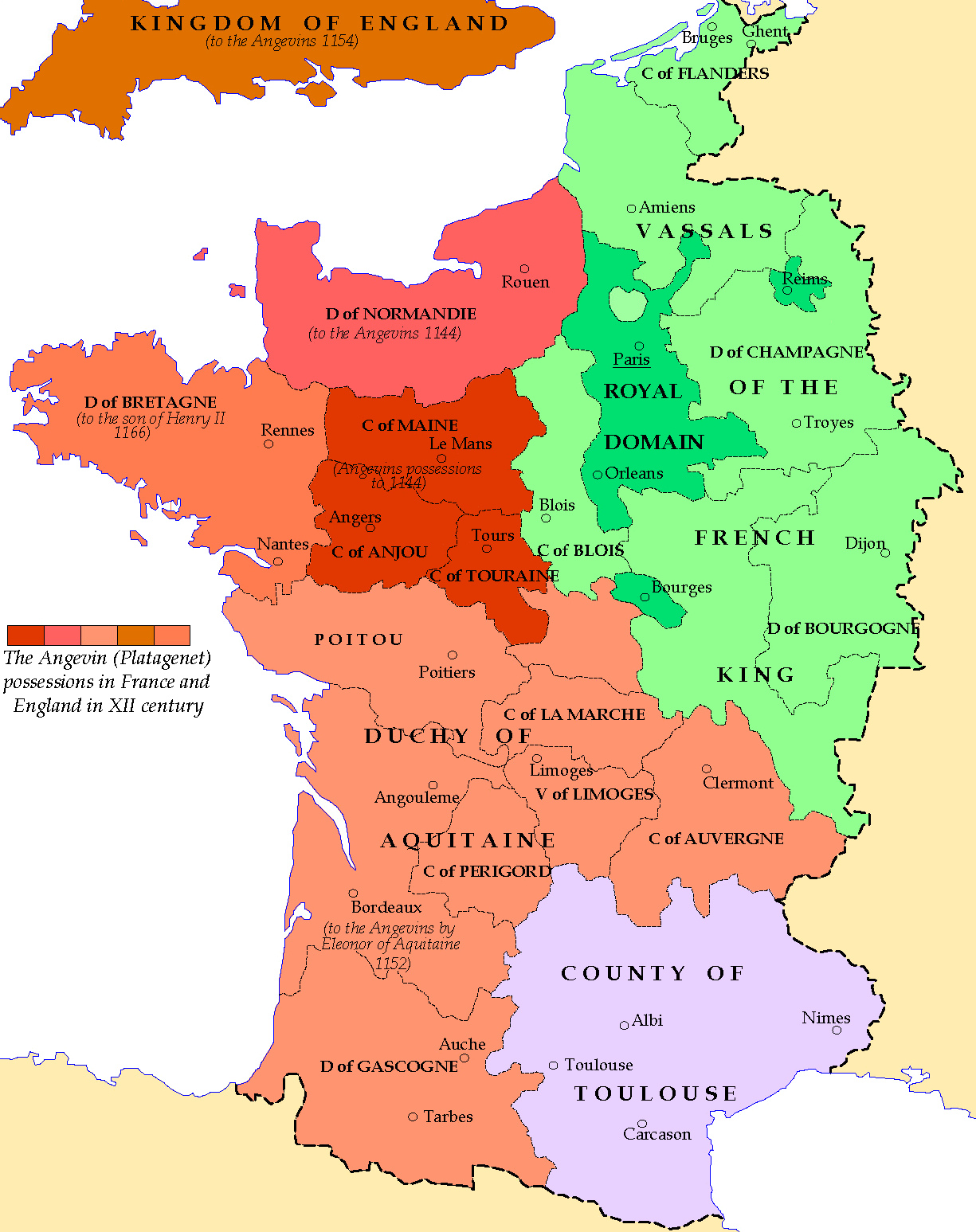
Mapa da França em 1154
Extensão da autoridade real francesa
Domínio Real
Reino da Inglaterra
Ducado da Normandia
Condado de Anjou
Ducado da Aquitânia
Ducado da Bretanha
Condado de Tolosa

### Reinado deFilipe Augusto(1180 – 1223)

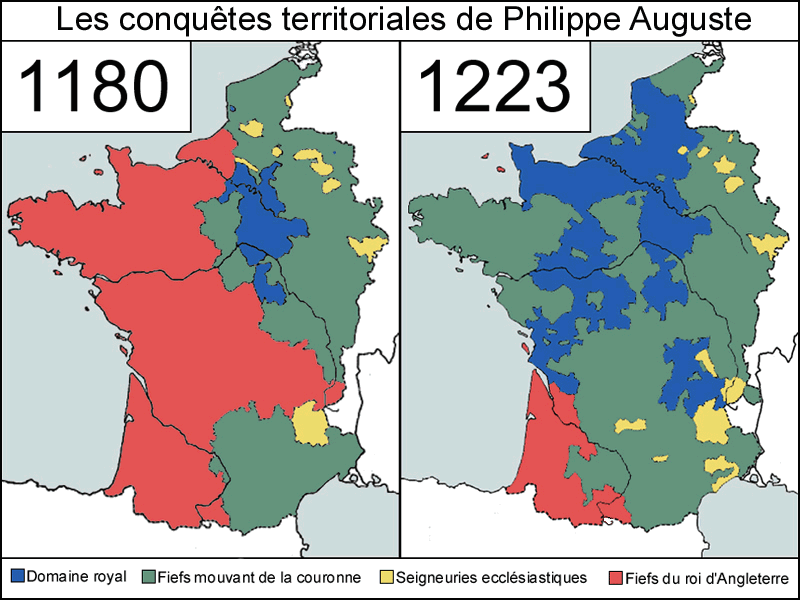
Filipe Augusto quadruplicou o tamanho do domínio real.
Domínio Real
Feudos leais a coroa
Feudos do Rei da Inglaterra
Senhorios Eclesiásticos

- 1180: o condado de Artois retorna ao reino, como dote de sua mulher Isabel de Hainaut.(DR.)
- 1185: o condado de Amiens foi unido à coroa. (DR.)
- 1191: o condado de Vermandois é adquirido pelo rei, após a morte de Élisabeth de Vermandois, herdeira do condado. Confirmado em 1214, por Éléonore de Vermandois irmã de Elisabeth.(DR.)
- 1200: o Vexin normando e o condado de Évreux, em troca do reconhecimento de João Sem Terra, como rei da Inglaterra.(DR.)
- 1202: confiscação (comissa) do ducado da Normandia ao rei da Inglaterra, João Sem Terra (DR) Idem para a Turene, o Anjou, a Saintonge e temporariamente o Poitou, remissos a Artur I da Bretanha, e depois ao domínio real  - as conquistas territoriais só foram eficazes dois anos após[5].
- Anexação do Condado de Auvérnia
- 1208: O senhorio de La Ferté-Macé é confiscado por Guillaume IV de la Ferté-Macé (DR)
- 1220: O condado de Alençon se reuniu com o royal domínio pela ausência de um herdeiro do conde Robert IV, a venda pela viscondessa de Chatellerault, herdeira. (DR.)

### Reinado deLuís VIIIo Leão (1223 – 1226)
- 1223: Filipe Hurepel, meio-irmão do rei, recebe em apanágio os Condados de Bolonha, e de Clermont en Beauvaisis, bem como os senhorios de Domfront, Mortain e Aumale (DR)
- Ele remove do rei da Inglaterra o Poitou, a Saintonge, o Angoumois, o Périgord e parte da região do Bordelais.(DR.)
- 1229: A assinatura do Tratado de Paris, no final da guerra contra o Albigenses e o conde de Toulouse, permite apreender o condado de Toulouse, cuja herdeira Joana de Toulouse foi casada, em 1237, com Afonso de Poitiers filho do rei. (DR.)

### Reinado de Luís IX ouSão Luís(1226 – 1270)
- 1229: o conde de Toulouse cede ao rei os senescalados de Nîmes-Beaucaire e de Béziers-Carcassonne (Tratado de Paris (1229)) (DR)
- 1237: Roberto I de Artois (DR)
- 1241: O rei confirma o apanágio, o Poitou de seu irmão Afonso de Poitiers (DR.)
- 1249: Afonso de Poitiers sucedeu a Raimundo VII de Toulouse.
- 1255: Condado de Beaumont-le-Roger, anexado por Raul de Meulan (DR)
- 1258: O rei renuncia do Rossilhão e da Catalunha, em troca, o rei de Aragão, renuncia à Provença e à Languedoc (Tratado de Corbeil) (RF)
- 1258: Jacques I vende o condado de Gévaudan a São Luís, rei da França, que anexa o condado ao domínio real.
- 1259: senhorios de Domfront e Tinchebray (DR)
- 1259: o rei rende do rei da Inglaterra, Henrique III a Aquitânia, e lhe dá a perspectiva para o sul do Saintonge, o Angoumois e o Agenês, em caso de desaparecimento, sem filho, do conde de Toulouse, Afonso de Poitiers (Tratado de Paris) (DR)
- 1268: o rei dá o condado de Alençon para seu filho, Pedro(DR)

### Reinado deFilipe III(1270 – 1285)
- 1271: condado de Toulouse, Poitou e Auvérnia, o Condado Venaissino apanágios de Afonso de Poitiers retornando ao domínio real (DR)
- 1274: compra do condado de Nemours (DR)
- 1274: o rei cede metade do Condado Venaissino ao papa Gregório X
- 1283: Perche e condado de Alençon herdados de seu irmão Pedro. (DR.)
- 1284: anexação do Condado de Chartres (DR)

### Reinados deFilipe o Beloe de seus filhos

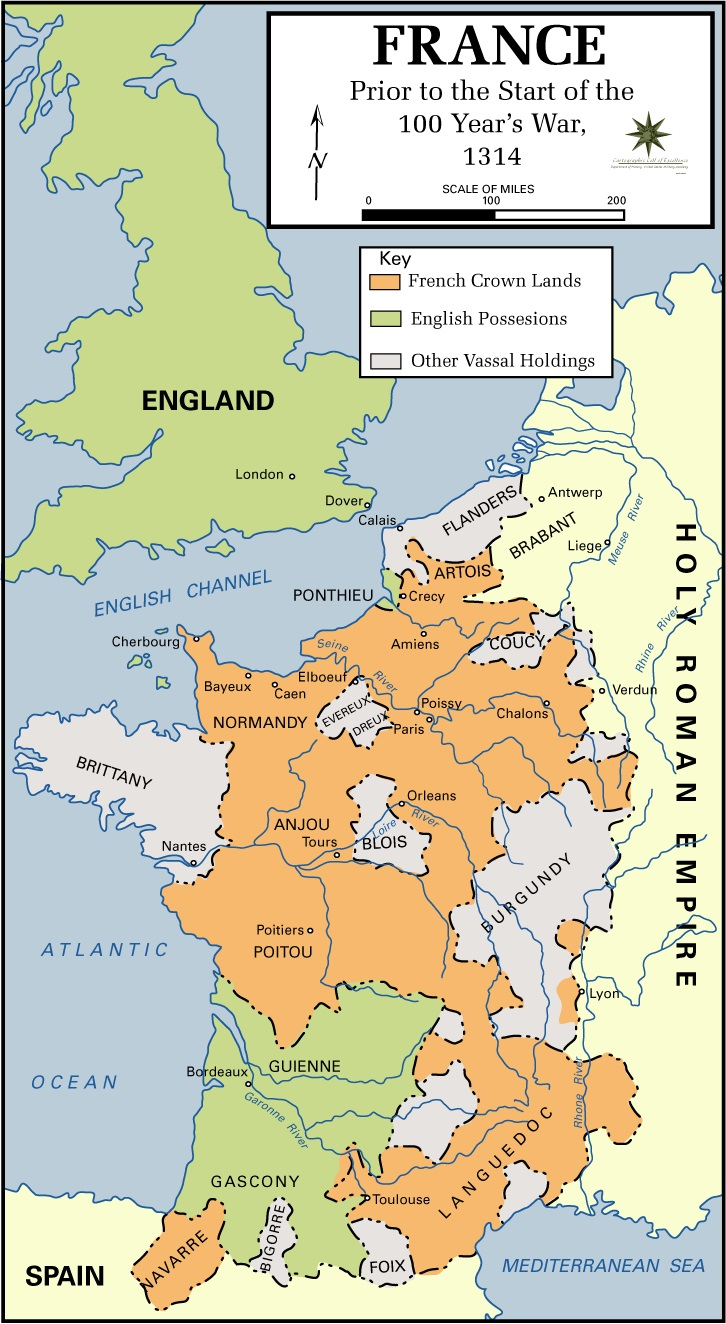
A França em 1314 (domínio real em laranja)

Filipe IV o Belo (1285 – 1314), Luís X o Teimoso (1314 – 1316), João I o Póstumo (1316), Filipe V o Longo (1316 – 1322) Carlos IV o Belo (1322 – 1328)
- 1284: o casamento de Filipe IV o Belo, então futuro rei da França, com Joana, filha de Henrique I o Gordo, rei da Navarra e conde de Champanhe. O condado de Champanhe é reunido ao domínio. Oficializado em 1361. (DR.)
- 1285: Carlos de Valois, irmão de Filipe o Belo, foi apanagiado do condado de Alençon.
- 1285-1295: aquisição do condado de Guînes para seu conde Arnulfo III, que deveu pagar um resgate (DR)
- 1286: compra do condado de Chartres a Jeanne de Blois-Châtillon, viúva de seu tio Pedro (DR)
- 1292: Ostrevant
- 1295: o rei rende uma parte do condado de Guines. (DR.)
- 1307: integra definitivamente o Velay ao domínio real. (DR.)
- 1308: aquisição do condado de Angoulême, de Fougères e de Lusignan a Iolanda de Lusignan (DR)
- 1312: a anexação de Lyon ao reino da França é reconhecida pelo Tratado de Viena, sem que o imperador protestasse.
- 1313: Confiscação da castelania de Tournai - então terra do Império - por Maria de Mortagne.
- 1322: o condado de Bigorre é incorporado ao domínio real com a ascensão do rei Carlos IV, que o obteve de sua mãe Joana I de Navarra (DR)

## OsValois

### Reinado deFilipe VI de Valois(1328 – 1350)
- o apanágio do novo rei (Valois, Anjou, Maine, Chartres e Alençon) é coletadas no campo (DR)
- 1343-1349: o Delfinado é vendido para a França pelo duque e príncipe, Delfim de Viennois, ser obrigados a pagar tributo ao Imperador do Sacro Império Romano. O rei da França vai pagar tributo ao Imperador. O reino além do Ródano a leste. (RF)
- 1336: a Conquista do condado de Ponthieu, feita para o rei da Inglaterra em 1360.
- 1349: compra do senhorio de Montpellier para Jaime III, rei despossuído de Maiorca, contra 120 000 ouro de escudos. (RF)

### Reinado deJoão II o Bom(1350 – 1364)
- 1350-1360: após a morte de Raul II de Brienne, conde de Guînes, condestável da França, decapitado por traição, o condado de Guînes foi confiscado. Será cedida aos britânicos no tratado de Brétigny. (DR.)
- 1360: Tratado de Brétigny, a Aquitânia (ou um terço do reino) é atribuída ao rei da Inglaterra, para obter a libertação do Rei preso desde a derrota de Poitiers (FR)
- 1360: o Rei de França João II, o Bom confiar preservar a Baga de seu filho João I de Berry.
- 1361: o Rei dá a Turene em apanágio para seu filho Filipe o Ousado. (DR.)
- 1361: o Rei anexa a Borgonha cujo duque morreu sem um herdeiro homem.(DR.)

### Reinado deCarlos V(1364 – 1380)
- 27 de maio de 1364: a cidade de Montivilliers é desanexada do condado de Longueville e diretamente ligado ao domínio real. (DR.)
- 1364: Filipe o Corajoso recebe um apanágio do ducado da Borgonha (DR)
- 1369: a conquista do Condado de Ponthieu
- 1371: compra do condado de Auxerre (DR)
- 1377: após a morte do conde Simão de Thouars, o Condado de Dreux foi anexado pelo rei da França. (DR.)
- 1380: Graças a Du Guesclin, o rei recupera a Aquitânia (FR)

### Reinado deCarlos VI(1380 – 1422)
- 1382: Carlos VI deu o Condado de Dreux como dote para Margarida de Bourbon, em combinação com Arnaud-Amanieu d'Albret.
- 1399: o rei priva a ele a última condado de Périgord, de suas terras, e o Périgord não vai ser no encalço de novo em 1407, o conde de Angoulême, João de Orleães.
- 1416: O apanágio de Berry retorna para o campo após a morte da filha do duque João de Berry, tio do rei
- 1416: O rei recria o apanágio de Berry para o seu filho João, que morreu em 1417.
- 1417: O rei dá a província de Berry, ao seu filho, Charles

### Reinado deCarlos VII(1422 – 1461)
- 1429: O Condado de Laval foi criado por distração do Condado do Maine, e é diretamente dependente do domínio real
- 1434: O senhorio de Amboise é confiscado para Louis d'Amboise, que havia representado contra Georges de la Trémoille, favorito do rei e reunidos para a coroa.
- 1435: 20 de setembro, 1435, o rei Carlos VII, doou a cidade de Montreuil, o Somme, o condado de Mâcon e o condado de Auxerre a Filipe o Bom.
- 1454: O condado de Comminges é integrado ao domínio real

### Reinado deLuís XI(1461 – 1483)

A França no final do século XV
Domínio Real

- O rei doa o Berry em apanágio a seu irmão Carlos de França que o perde em 1466 (DR)
- 1477: o condado de Ponthieu é anexado permanentemente ao domínio.
- 1478: o condado de Bolonha é adquirido por meio de troca.
- 1480: O rei recebe de seu tio Renato de Anjou, o ducado de Anjou (DR)
- 1482: pelo tratado de Arras a Borgonha ducal e a Picardia foram anexadas ao domínio.
- 1482: viscondado de Châtellerault
- 1483: Carlos III do Maine lega ao rei a Provença, herdada de Renato de Anjou, e o Maine

### Reinado deCarlos VIII(1483 – 1498)
- 1483: Os senhores de Châtel-sur-Moselle e Bainville tomam o ducado de Bar.
- 1491: O casamento do rei com a duquesa Ana da Bretanha é um primeiro passo para uma união pessoal do ducado para o reino que vai ser abortada em 1498 (ver abaixo)

## OsValois-Orléans

### Reinado deLuís XII(1498 – 1515)
- 1498: o advento do novo rei restabelece o domínio real de seus apanágios: o Condado de Valois, o ducado de Orleans, o condado de Blois e o condado de Dunois.
- 1498: o contrato de casamento do rei com a duquesa Ana da Bretanha exclui explicitamente a união pessoal de Bretanha ao reino
- Junho de 1498: os condados de Provença e de Forcalquier
- 25 de agosto de 1498: o condado de Comminges que tinha sido alienado é reanexado ao domínio.
- 1499: o rei doa o Berry para a sua esposa Joana da França que trata de divórcio
- 1507: o visconde de Narbona é cedido ao rei da França.

## OsBourbons
Desde o reinado de Francisco I, o conceito de domínio real passa a ser confundido com o de todo o reino. Ele continua a ser o apanágio dos Bourbons.

### Reinado deFrancisco I(1515 – 1547)
- 1531: as posses do condestável de Bourbon, que tinha traído o rei, são confiscados (Bourbonnais, Auvergne, os Condados de Montpensier, de Clermont, de Mercœur e o Forez
- 1532: a União da Bretanha à França por três sucessivos tratados entre os Estados da Bretanha e Francisco I; o delfim é coroado duque sob o nome de Francisco III da Bretanha.

### Reinado deHenrique II(1547 – 1559)
- 1547: Primeiro rei da França a reinar em seu nome na Bretanha.
- 1549: Alençon foi definitivamente anexada ao domínio real após a morte de Margarida de Navarra (1492-1549).
- 1551: Clermont ou Clairmont (futura Clermont-Ferrand), torna-se uma cidade real e, em seguida, em 1610, a propriedade é inseparável da Coroa.
- 1551: Os bispados de Toul, Metz e Verdun são colocados sob a tutela do rei da França, sob os termos de um acordo assinado com os príncipes protestantes alemães, assinado em Lochau. Eles foram ocupados no ano seguinte.
- 1556: a coroa tomou de volta o Condado de Dreux
- 1558: Francisco I, duque de Guise, se empara do porto de Calais e retoma o Calaisis, inglês depois de 211 anos.
- 1566: o rei dá em apanágio Alençon para Francisco da França.

### Reinado deHenrique IV(1589 – 1610)

A França, de 1552 a 1798

- 1589: Henrique III de Navarra tornou-se rei Henrique IV da França, sucedendo a seu primo assassinado Henrique III. Seu imenso privilégio retorna para o campo: domínio de Soissons, ducado de Alençon, ducado de Vendôme, ducado de Beaumont, visconde de Limoges, Périgord, o condado de Rodez, ducado de Albret, viscondados de Béarn, de Lomagne, de Marsan, de Gabardan, de Tursan, Fézensaguet e os quatro vales, os condados de Gaure, de Armagnac, de Foix, de Bigorre. (DR.)
- 1589 : o Reino da Navarra, que o novo rei da França era o rei, está unido (mas não integradas) ao reino da França (RF), por sua parte, a norte dos Pireneus, a Baixa Navarra.
- 1607: anexação ao domínio real de uma parte do domínio pessoal de Henrique IV (Condado de Armagnac, Ducado de Albret, Condado de Bigorre, Condado de Foix, Périgord, Limusino, Rouergue, Vendômois, Beaumont, Ducado de Alençon, Marle). O Béarn e a Baixa Navarra não serão acrescentados antes de 1620 com Luís XIII.
- Depois de Henrique IV o domínio real é o Reino da França

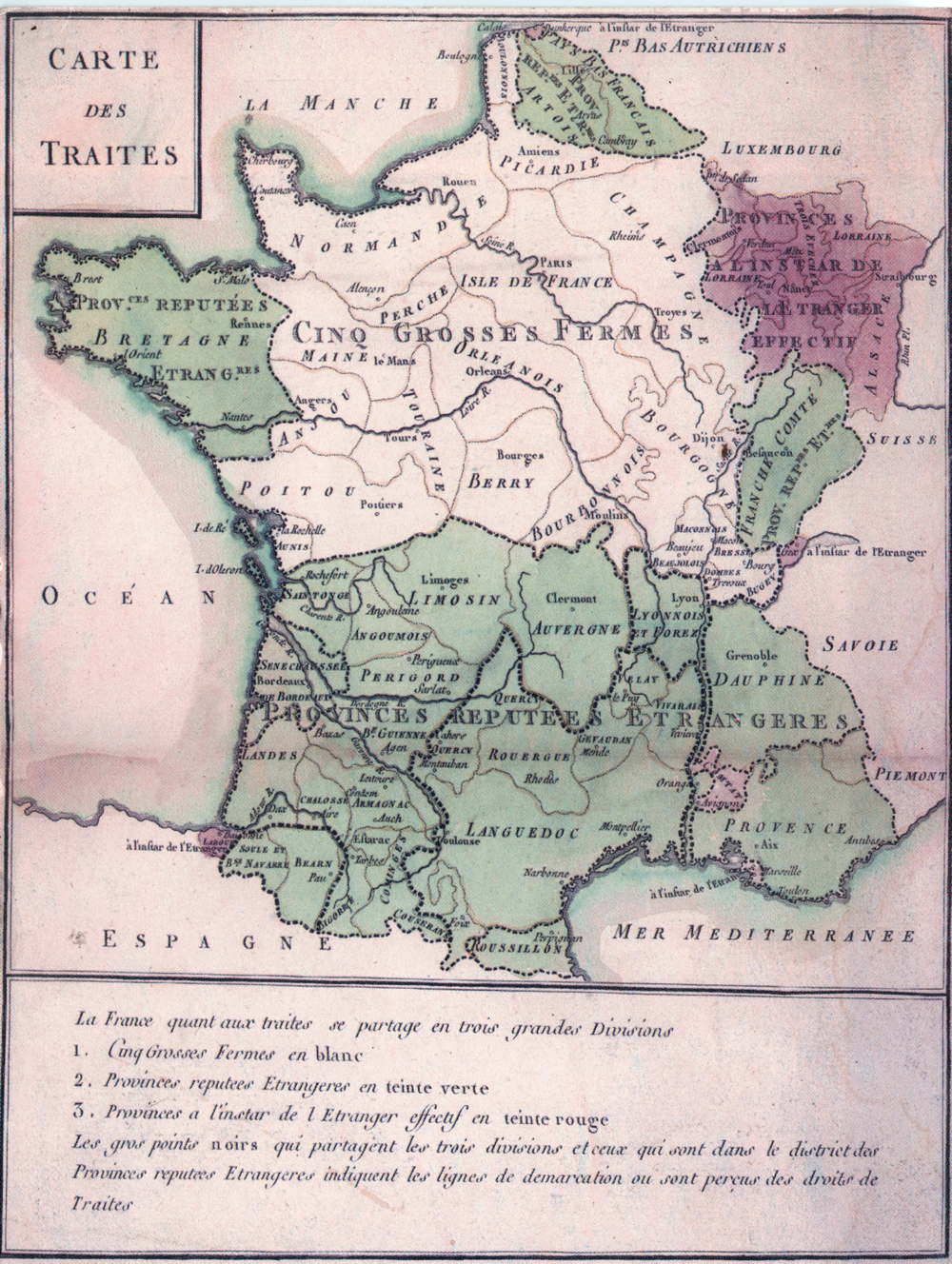
Províncias consideradas estrangeiras em 1732